# Johann Baptiste Lasser
Johann Baptiste Lasser   (Steinkirchen, 12 d'agost de 1751 - Múnic, 21 d'octubre de 1805) fou un cantant i compositor alemany del Classicisme.
Es donà conèixer com a cantant en el teatre de Brünn, passant més tard a encarregar-se de la direcció del de Linz, també treballà a Graz. El 1781 es casà amb la cantant Joanne Roethner.
Com a compositor deixà diverses òperes entre elles:
- Die Kluge Witwe (Brno, 1782);
- Die glückliche Maskerade (Graz, 1788);
- Das wüthende Heer (Graz, 1789);
- Der Kapellmeister (Graz, 1789);
- Die Modehändlerin (Graz, 1790);
- Die Nacht Unruhige (28 de maig de 1790, Viena)
- Die Huldigung der Tone, estrenada el carnestoltes de Graz el 1790;
- Cora und Alonzo (Múnic, 1791);
- Der Jude (Graz, 1791).

I música religiosa, principalment misses. Per acabar, se li deu un mètode de cant, que publicà amb el títol:Wollstaendige Anweisung zur Singkunst (Múnic, 1798.